# Marcus O'Dair
Marcus O'Dair (...) è uno scrittore, musicista, lettore e talent manager inglese.
Principalmente noto per la sua attività all'interno del gruppo musicale Grasscut, descritto dal periodico Clash come una band di «artisti d'elettronica genuinamente audaci», si distinse anche per i suoi scritti a carattere musicale, tra i quali spicca la biografia su Robert Wyatt Different Every Time: the Authorised Biography of Robert Wyatt, definita dal London Review of Books «affascinante».

## Carriera
O'Dair lavora sia come docente di musica che come giornalista. Il suo libro Different Every Time: the Authorised Biography of Robert Wyatt, venne pubblicato dalla Serpent's Tail e presenta una prefazione a cura di Jonathan Coe. Fu descritto dal The Guardian come «esauriente e affettuoso», nonché un «resoconto meticoloso e vivido». O'Dair si occupò pure della selezione dei brani dell'antologia che lo accompagna.
Come scrittore, scrisse principalmente per il The Guardian ed il Financial Times.
O'Dair è ospite regolare presso il programma radiofonico The Freakzone (BBC 6 Music) con Stuart Maconie, e nel 2015 ha registrato un saggio sul nuoto nel Lake District per BBC Radio 3.
Assieme al cantautore Andrew Phillips, O'Dair fondò i Grasscut, che pubblicarono due album per Ninja Tune (1 Inch: 1/2 Mile del 2010 e Unearth del 2012) e un terzo per Lo Recordings, Everyone Was A Bird, del 2015. Godettero di una certa reputazione, costruita grazie allo «scrivere di situazioni e luoghi, piuttosto che canzoni pop standard», con The Quietus che recensì Everyone Was A Bird come «quella rara lastra di post-rock che usa le trame del genere e l'ethos generale dell'esplorazione per creare nuovi suoni invece di rimestare quelli vecchi».
O'Dair è docente di Popular Music presso la Middlesex University.
Nel 2016 fu coautore di un rapporto sull'uso della tecnologia blockchain nell'industria musicale intitolato Music On The Blockchain.